# Credicorp
Credicorp — перуанская финансовая группа, зарегистрированная на Бермудских островах. Основными её структурами являются банк Banco de Credito del Peru, крупнейший банк Перу, занимающий около трети банковского рынка страны и вторая крупнейшая страховая компания Перу Grupo Pacifico. Кроме Перу работает в Колумбии, Боливии и Чили. В списке крупнейших публичных компаний мира Forbes Global 2000 за 2021 год компания заняла 1419-е место (555-е по активам, 1552-е по рыночной капитализации, 1817-е по размеру выручки).
История группы началась в 1889 году с основания Banco Italiano (Итальянского банка), в 1942 году он был переименован в Banco de Credito del Peru (BCP, Кредитный банк Перу). В 1987 году банк был национализирован. В 1993 году банк начал работу в Боливии. 17 августа 1995 года на Бермудских островах была зарегистрирована холдинговая компания Credicorp, включившая в себя BCP и его дочерние структуры; в том же году акции Credicorp были размещены на Нью-Йоркской фондовой бирже. В 2003 году был куплен дочерний банк Grupo Santander в Перу. В 2014 году был куплен банк Mibanco, специализирующийся на микрофинансировании.
Сеть банка насчитывает 773 отделения. На конец 2020 года активы составляли 237 млрд перуанских солей ($66 млрд), из них выданные кредиты составили 138 млрд, инвестиции в ценные бумаги — 44 млрд. Принятые депозиты составили 142 млрд солей. Страховых премии составили 3,7 млрд солей. Активы под управлением — 62 млрд солей.
Основные дочерние структуры на конец 2020 года:
- Banco de Credito del Peru S.A. (банк, Перу)
- Banco de Credito de Bolivia (банк, Боливия)
- Mibanco, Banco de la Microempresa S.A. (микрофинансирование, Перу)
- Mibanco — Banco de la Microempresa de Colombia S.A. (микрофинансирование, Колумбия)
- Pacifico Compañia de Seguros y Reaseguros (страховая компания)
- Prima AFP (частный пенсионный фонд)
- Credicorp Capital Ltd. (инвестиционный банк и управление частным капиталом)
- Atlantic Security Bank (инвестиционный банк, Острова Кайман, отделение в Панаме)